# Freistadt (Wisconsin)
Freistadt ist ein Ort innerhalb der Stadt Mequon im US-Bundesstaat Wisconsin. Freistadt ist seit 1957 Teil der City Mequon.

## Geschichte
Deutsche Übersetzung der Quelle:

«Anfang Oktober 1839 siedelten annähernd 20 deutsche Familien an diesem Ort um die Kolonie Freistadt zu gründen. Wegen religiöser Unterdrückung in ihrer Heimatregion suchte und fand die Gemeinschaft eine religiösen "Hafen" in Wisconsin. Die erste Blockhütte wurde südwestlich der heutigen Kirche aufgestellt. Die Ansammlung nahm alsbald 40 Aar des Landes ein und im Frühling 1840 bauten sie dort die erste lutherische Kirche in diesem Bundesstaat. Der Holzbau, von einer Größe von 30 bis 20 Fuß, wurde auch als Schulhaus genutzt. Der erste Pastor der religiösen Versammlung war L.F.E. Krause (1841–1847). Später, im June 1845, fand hier die "Lutheran Buffalo Synod" statt. Seit 1848 wurde die Versammlung Mitglied der "Lutheran Church – Missouri Synod."»

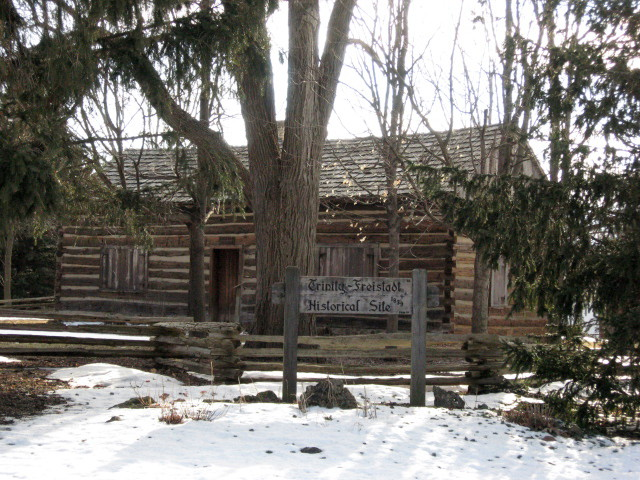
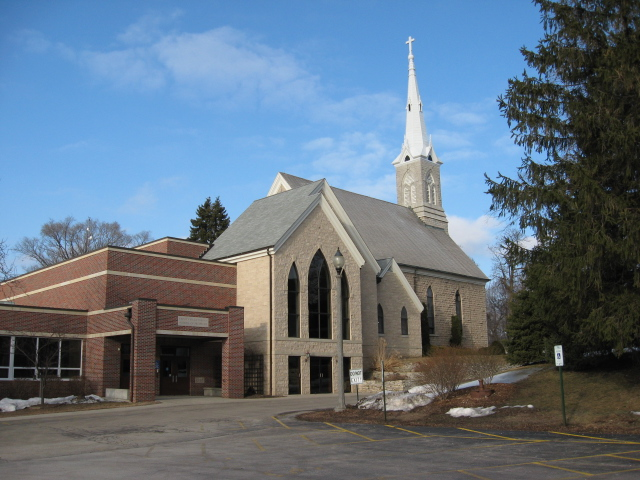
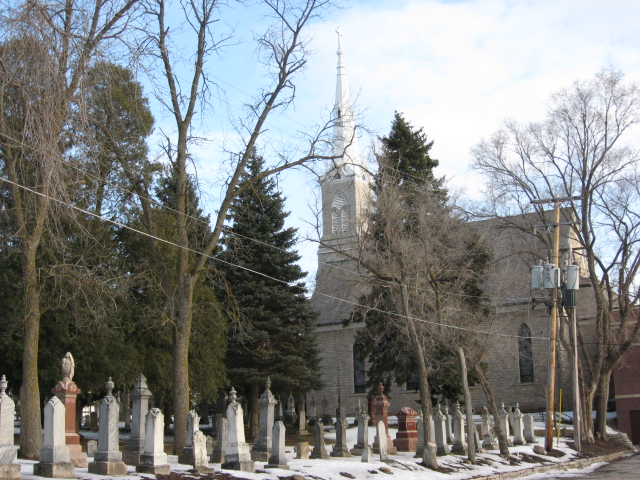